# Face the Face
Face the Face is een nummer van The Who-gitarist Pete Townshend uit 1985. Het is de eerste single van zijn vierde soloalbum White City: A Novel.
In Townshends thuisland, het Verenigd Koninkrijk, flopte het nummer met een 89e positie. "Face the Face" was wel succesvol in Noord-Amerika, Oceanië, Zweden, en in het Duitse en Nederlandse taalgebied. In de Nederlandse Top 40 haalde het de 9e positie, en in de Vlaamse Radio 2 Top 30 de 14e.